# Georg von Millosicz
Georg svobodný pán von Millosicz (německy Georg Freiherr von Millossich, uváděn též jako Milossich nebo Millosich) (18. října 1819 Botoșani – 24. července 1890 Leoben) byl rakousko-uherský admirál. Po krátké službě v armádě přešel v roce 1843 k námořnictvu a vyznamenal se účastí v několika válkách. Nakonec byl v letech 1871–1883 zástupcem vrchního velitele c. k. námořnictva. V roce 1882 dosáhl hodnosti viceadmirála a po odchodu do výslužby byl povýšen na barona.

## Biografie

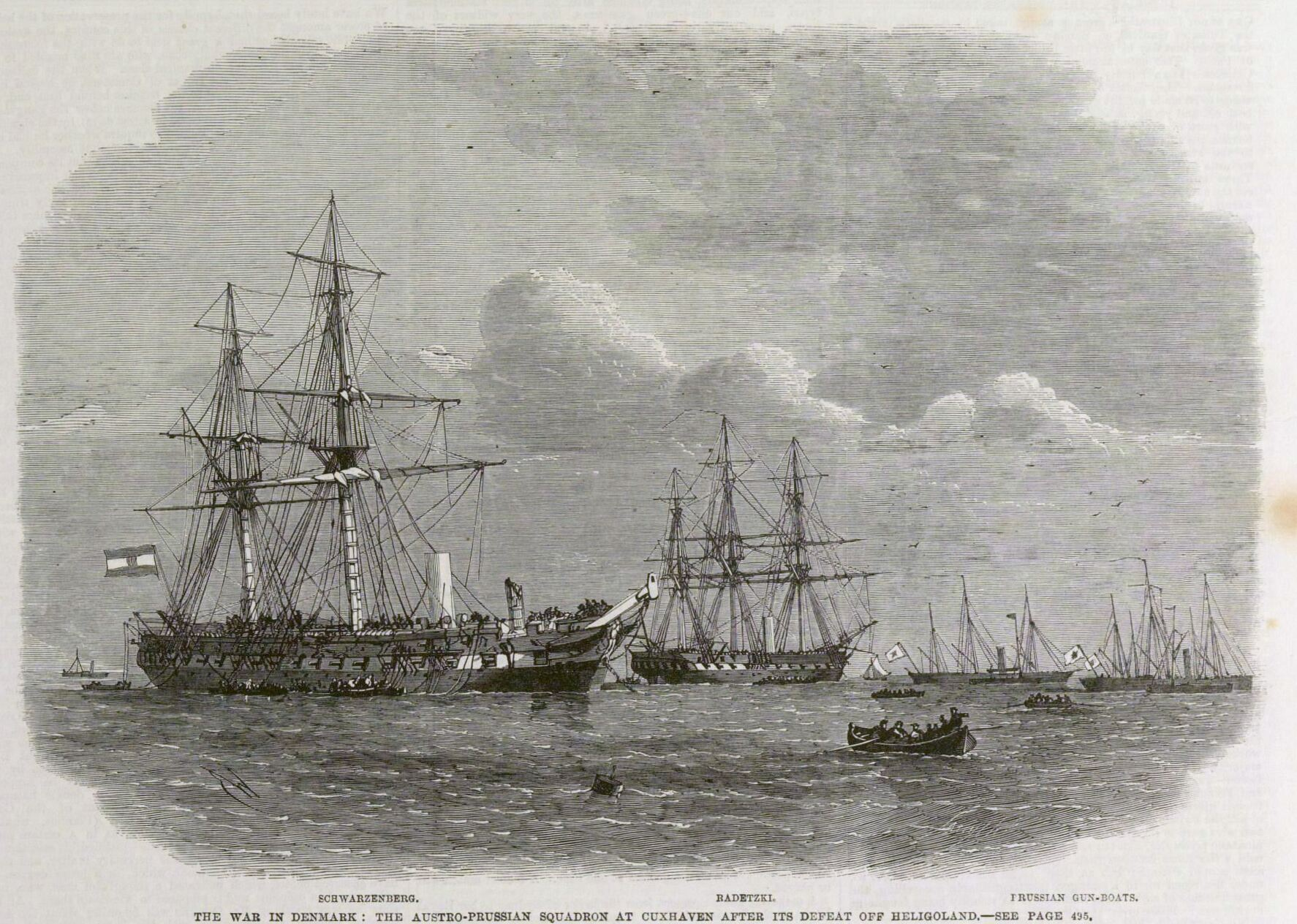
Fregata SMS Schwarzenberg, vlajková loď Georga Millosicze v bitvě u Visu (1866)

Pocházel z rodiny státního úředníka. Po studiích na lyceu ve Lvově vstoupil v roce 1837 do armády v Benátkách, kde v roce 1843 přešel k jednotkám námořní pěchoty a v letech 1844–1846 si doplnil vzdělání na námořní akademii. Absolvoval řadu cest po Středomoří a na Blízký východ a v roce 1848 získal hodnost praporčíka. Během revolučních bojů v Itálii se zúčastnil blokády Benátek (1849). V letech 1850–1851 byl velitelem civilní flotily v Benátkách a v roce 1852 byl povýšen na poručíka II. třídy. Již o rok později získal hodnost poručíka I. třídy (1853) a kromě služby na různých lodích působil také u oblastních námořních velitelství v Terstu a Benátkách.
V letech 1858–1859 provizorně vedl vojenskou sekci u vrchního námořního velení a mezitím byl povýšen na korvetního kapitána (1858). Na jaře 1859 byl přidělen k arzenálu v Benátkách a jako velitel korvety SMS Minerva se zúčastnil války se Sardinií (1859). V roce 1860 získal hodnost fregatního kapitána a jako velitel korvety SMS Diana kotvil v Boce kotorské, poté byl velitelem fregaty SMS Schwarzenberg. Znovu sloužil u námořní základny v Terstu a v letech 1864–1866 byl velitelem dělostřelecké výcvikové lodi SMS Bellona.
K datu 14. dubna 1866 byl povýšen na kapitána řadové lodi a jako velitel fregaty SMS Schwarzenberg se zúčastnil bitvy u Visu během války s Itálií (1866). Na ostrově Vis byl poté velitelem (1867–1868) a v letech 1868–1869 byl velitelem arzenálu v Pule. Na fregatě SMS Habsburg byl v letech 1869–1871 velitelem eskadry a k datu 29. října 1870 byl povýšen na kontradmirála. Nakonec byl v letech 1871–1883 dlouholetým zástupcem vrchního velitele námořnictva, respektive zástupcem šéfa námořní sekce na ministerstvu války. Prosadil se jako schopný administrátor, i když se stavěl rezervovaně k zavádění novinek. V rámci budování válečného námořnictva prosazoval výstavbu lodí v domácích loděnicích na rozdíl od předchozí tradice zadávaní zákazek ve Velké Británii. Dne 1. listopadu 1882 byl povýšen do hodnosti viceadmirála a o rok později byl penzionován (1. prosince 1883).
Po odchodu do výslužby se usadil ve Vídni, zemřel v Leobenu 24. července 1890 ve věku sedmdesáti let. V soukromí proslul mimo jiné jako sběratel umění. Shromáždil významnou numismatickou sbírku uloženou dnes v Uměleckohistorickém muzeu ve Vídni.
V roce 1872 se v Luzernu oženil s Hermínou Elggerovou von Frohberg (1837–1876), dcerou papežského generála Franze Elggera von Frohberg (1794–1858). Z manželství se narodily dvě dcery, Hermína (1874–1904) se stala jeptiškou, mladší Marie (1876) zemřela krátce po narození, v důsledku těžkého porodu zemřela i manželka Hermína.

## Tituly a ocenění
V roce 1872 byl povýšen do šlechtického stavu s titulem rytíř a po odchodu do výslužby získal stav svobodných pánů (1884). Během služby u námořnictva se stal nositelem několika vyznamenání.
- Vojenský záslužný kříž (1859)
- rytířský kříž Leopoldova řádu s válečnou dekorací (1866)
- Řád železné koruny III. třídy (1870)
- Válečná medaile (1873)
- Služební odznak pro důstojníky III. třídy (1878)
- Řád železné koruny II. třídy (1879)
- komandérský kříž Leopoldova řádu (1883)